# 한광섭
한광섭(1958년 4월 3일 ~ )은 대한민국의 아나운서이다.

## 생애
1984년 MBC 공채 아나운서로 입사한 이래, 올림픽, 아시안게임, 월드 베이스볼 클래식, KBO 리그 등 굵직굵직한 스포츠 중계를 전담해왔다. 허구연과 함께 대표적인 지상파의 야구중계 콤비로 야구 국가대항전 중계시 시청률 1위를 독식하는 등 많은 인기를 얻고 있으며, 지난 2008년 베이징 올림픽 야구 금메달결정전 대한민국과 쿠바의 경기 9회말 1아웃 만루 위기 상황에서 구원등판한 정대현 투수를 보고 "오다가 정말 직각으로 하나 떨어져 주면 좋은데요."라는 멘트로 '직각갑 캐스터'라는 별명을 얻었다.

## 경력
- 한국체육대학교 겸임교수

## 학력
- 한국체육대학교대학원 스포츠과학과 이학박사
- 한국체육대학교대학원 스포츠언론정보학과 언론학 석사
- 강원대학교 경영학과 학사
- 춘천고등학교